# 禁止在海床洋底及其底土安置核武器和其他大规模毁灭性武器条约

已签署条约
已签署条约，但尚未实施
未簽署

《禁止在海床洋底及其底土安置核武器和其他大规模毁灭性武器条约》（英語：Seabed Arms Control Treaty，英语直譯：海底武器控制条约）是由联合国发起的，美国、前苏联、英国等22个国家首先签字承认的，目前已经有84个国家参加的军事条约。条约规定禁止在海岸线12海里以外的公海海底中放置、试验核武器和大规模杀伤性武器，允许签字国监督任何其他签字国在海岸线12海里以外的海底“活动”。条约在1972年5月18日起正式生效。
为了防止产生国际冲突，保证无核化地区不存在核武器，已经签定了三个国际条约：《南极条约》、《外层空间条约》和《拉丁美洲无核化条约》。这个条约是对其他三个条约的扩展和补充。
1960年代，海洋学技术的发展和对海底扩大未开发资源的日益增长的兴趣容易导致国际争端，尤其是对利用洋底作为军事设施使用的场所，包括放置核武器，引起人们的担心。而当时又缺乏清晰的法律和规定。
根据马耳他驻联合国大使帕尔多于1967年8月向联合国秘书长提出的建议，1967年12月18日的联合国大会指定一个特别委员会研究和平利用海底的问题，目标是保证：“对海洋底部的开发和利用必须遵守联合国宪章的原则和目标，要有利于维护国际和平和安全，要造福于全人类”。第二年，这个委员会成为常设委员会。
1969年美国总统尼克松指示驻18国裁军委员会代表：要寻求一个在禁止海底设置大规模杀伤性武器条约的同时“防止出现军备竞赛”。
1971年2月11日同时在华盛顿、莫斯科和伦敦征集签字国，当时有22个国家提出修订意见并加入条约。1972年5月18日条约正式生效。
此條約簽署前，曾有裝配核彈頭的核子魚雷及核子水雷的運用；但即使該條約生效致使水下核生化武器被限制使用，該條約並未對裝配核彈頭的潛射巡弋飛彈及彈道飛彈做出限制，因為前兩者的目標係針對地面或水面目標攻擊，而非水下目標攻擊。